# Pachycondyla lobocarena
Pachycondyla lobocarena is een mierensoort uit de onderfamilie van de Ponerinae. De wetenschappelijke naam van de soort is voor het eerst geldig gepubliceerd in 1995 door Xu.